# Джек Буш
Джон Гамільтон «Джек» Буш (англ. John Hamilton "Jack" Bush; 20 березня 1909, Торонто — 24 грудня 1977, Торонто) — канадський художник, творчість якого відносять до сучасного і абстрактного мистецтва. Член Канадської королівської академії мистецтв. 
Джерелами натхнення йому служили фовізм і Анрі Матісс (яким він захоплювався і з яким, за спогадами друзів, мріяв позмагатися), а також інші американські експресіоністи, такі, як Елен Франкенталер і Моріс Луїс. Буш зображував радісні та емоційні почуття в своїх яскравих картинах.

## Біографія
Джон народився в Торонто, але більшу частину свого дитинства провів у Монреалі. Працював графічним дизайнером в Монреальській компанії його батька, Rapid Electro Type Company. 
В юності відвідував Королівську канадську академію в Монреалі, де вивчав основні принципи мистецтва. У початковий період творчості під впливом Групи Сімох писав пейзажі. Також він щотижня відвідував студію художника Чарльза Комфорта (1900-1994) в Торонто.
У 1930-х роках він керував компанією рекламного графічного дизайну в Торонто і вчився сучасному мистецтву в Коледжі образотворчих мистецтв містаОнтаріо під керівництвом Фредеріка Чалленера, Джона Альфсена, Джорджа Пеппера, Чарльза Комфорта та Дж. Макдональда. Після розпуску «Великої сімки» в 1932 році Джек Буш приєднався до «Канадської групи художників», яка замінила її в 1933 році.
Від європейських впливів Джек Буш, як і багато канадських художників його часу, був, здебільшого, огороджений. Одного разу, побачивши в Нью-Йорку роботи американських експресіоністів, він драматично змінив напрям своєї творчості.
У 1940-і художник тримав бізнес, який полягав в малюванні для потреб реклами (займатися цим він продовжував до 1968), а вечорами продовжував вчитися в Коледжі мистецтв Онтаріо. Його перша персональна виставка пройшла в 1949 році.
У 1950-ті роки був членом заснованої Вільямом Рональдом групи Одинадцять художників. Після її розпаду в 1960 він став одним з найбільш успішних випускників цього колективу.
Джек Буш представляв Канаду в 1967 році на Бієналі мистецтва Сан-Паулу. У 1976 Художня галерея Онтаріо провела велику виставку його робіт.
Помер 24 січня 1974 року в Торонто у віці 67 років.

## Вплив
На Джека Буша найбільше вплинув Анрі Матісс (1869-1954), французький художник, який керував фавістським рухом приблизно в 1900 році, домагаючись виразності кольору протягом усієї своєї кар'єри.
Буш якось сказав своєму одноліткові та другові Кеннету Ноланду:
```
«Що я дійсно хотів би зробити
 
— це вибити м'яч Матісса з парку.»
```

і Ноланд відповів:
```
«Вперед, Матісс зовсім не буде проти».
```

## Відзнаки
- Гуггенхаймська стипендія, 1968 рік
- Королівська канадська академія мистецтв[6]
- Канадська пошта вшанувала Джека Буша канадською поштовою маркою та сувенірним аркушем, випущеним 20 березня 2009 року. На марках були його картина 1964 року Striped Column (Смугаста колона) та його картина Chopsticks 1977 року[7].

## Виставки
- 2014-15: Національна галерея Канади, Оттава (велика ретроспектива, 130 картин, малюнків, ілюстрацій)
- 1976: Художня галерея Онтаріо, Торонто (велика ретроспектива)
- 1972: Бостонський музей образотворчих мистецтв
- 1967: Бієнале мистецтва в Сан-Паулу
- 1964: Абстракція після малярства, Музей мистецтв графства Лос-Анджелес
- 1956: Ріверсайдський музей, Бруклін (групове шоу американських абстрактних художників та живописців)
- 1954: Галерея Робертса, Торонто (групове шоу Painters Eleven)

## Колекції
- Національна галерея Канади, Оттава
- Художня галерея Онтаріо, Торонто
- Монреальський музей образотворчих мистецтв
- Музей образотворчих мистецтв, Бостон
- Tate Gallery, Лондон
- Музей мистецтв Бока-Ратон, штат Флорида